# Vos
Vos (Vos piche) er en sanggruppe fra Als. De har nu spillet sammen i over 30 år.
De synger på alsisk der er en variant af sønderjysk.
Vos startede med at synge og spille sammen i folkeskolen og har nu holdt sammen i 30 år.
Gruppen Vos består af:
- Ilse Dahl
- Kathrine Schmidt
- Hanne Schmidt
- Bente Nissen

Deres mest kendte sang handler om spritruten mellem Sønderborg og Tyskland, Ta en tur mæ æ spritte, også kaldet Æ Spritte.

## Koncert påKvægtorvetiKøbenhavn
Det er over 10 år siden, pigerne sidst har optrådt sammen, men de spillede den 25. august 2018  på den årlige Vesterbro Ringridning på cykel på Kvægtorvet. 

## Eksterne links
1. ↑  Sønderjyske piger flyves til ringridning på Vesterbro. jv.dk  22. august 2018
2. ↑  "Cykelringridere indtog Kvægtorvet i København - sammen med Vos". 25. august 2018. Hentet 22. september 2018.

- Vos - E Spritte
- Vos piche – Te ringerien